# دودمان (شیراز)
دودمان (Dūdmān)، روستایی از توابع بخش مرکزی شهرستان شیراز در استان فارس ایران است.
دودمان نام موضعی نزدیک شیراز است (ناظم الاطبا). یک فرسخ بیشتر میانه جنوب و مشرق شیراز و مظفربن یاقوت در سال سیصد هجری قمری به دستور فرمان‌روای لشر فارس قریه دودمان را بنا نمود(فارسنامه ناصری ص ۱۲۹۲). آب آن از قنات و چاه تأمین می‌شود (از فرهنگ جغرافیای ایران ج ۷). صمصام‌الدوله در ۳۸۵ق/۹۹۵م، پس از قتل‌عام ترکان در فارس، اهواز را تسخیر کرد و سردار خود، ابوالقاسم علاء بن حسن و سپس استاد هرمز را به حکومت آن جا گمارد. در ۳۸۸ق/۹۹۸م ابونصر و ابوالقاسم پسران عزالدوله بختیار، از زندان گریختند و با دیلمیان ناراضی، به کردان پیوستند. صمصام‌الدوله بر جان خود بیم کرد و عازم دژی در دروازه شیراز شد. در میان راه مردانش بر او شوریدند و صمصام‌الدوله گریخت و به دودمان در نزدیکی شیراز رفت، ولی رئیس قلعه دودمان که طاهر نام داشت، او را گرفتار کرد و به نزد ابونصر بن بختیار فرستاد و او صمصام‌الدوله را کشت

## جمعیت
این روستا در دهستان قره باغ قرار دارد و براساس سرشماری مرکز آمار ایران در سال ۱۳۸۵، جمعیت آن ۳۴۴ نفر (۹۹خانوار) بوده‌است.